# Prisca Steinegger
Prisca Carole Steinegger (Zúrich, 1 de septiembre de 1977) es una exfutbolista suiza. Jugó como defensora en varios clubes de suiza y se retiró en 2009 en el FC Zürich de la Superliga Femenina de su país. Fue internacional con la selección de Suiza de 1996 a 2008.

## Trayectoria
Steinegger obtuvo una beca para estudiar en USA en 1999. Por una fractura no pudo aceptar la beca y tomó un puesto en la FIFA.
De 1996 a 2007 hizo parte del equipo nacional de Suiza y fue nombrada futbolista suiza del año 2003.

## Estadísticas

### Clubes
| Club             | País  | Año         |
| ---------------- | ----- | ----------- |
| DFC Blue Stars   | Suiza | 1989 - 1996 |
| FC Schwerzenbach | Suiza | 1996 - 1997 |
| DFC Blue Stars   | Suiza | 1997 - 2000 |
| FC Zürich        | Suiza | 2000 - 2009 |

## Palmarés

### Títulos nacionales
| Título                      | Club      | País  | Año  |
| --------------------------- | --------- | ----- | ---- |
| Copa de Suiza               | FC Zürich | Suiza | 2007 |
| Superliga Femenina de Suiza | FC Zürich | Suiza | 2008 |
| Superliga Femenina de Suiza | FC Zürich | Suiza | 2009 |

### Distinciones individuales
| Distinción               | Año  |
| ------------------------ | ---- |
| Futbolista Suiza del Año | 2003 |